# 2108 Otto Schmidt
2108 Otto Schmidt este un asteroid din centura principală, descoperit pe 4 octombrie 1948, de Piełagieję Szajn.